# 1910-es magyar úszóbajnokság
Az 1910-es magyar úszóbajnokság a 15. magyar bajnokság volt.

## Eredmények

### Férfiak
| Versenyszám                                    | Arany               | Arany   | Ezüst                       | Ezüst | Bronz                          | Bronz |
| ---------------------------------------------- | ------------------- | ------- | --------------------------- | ----- | ------------------------------ | ----- |
| 100 yard gyorsúszás augusztus 14., Millenáris  | Zachár Imre MTK     | 1:01    | Munk József MTK             |       |                                |       |
| 220 yard gyorsúszás június 12., Millenáris     | Las Torres Béla MAC | 2:32,2  | Beleznay László MAFC        |       |                                |       |
| 440 yard gyorsúszás július 24.                 | Las Torres Béla MAC | 5:37    | Zachár Imre MAC             | 5:39  | Krausz Tivadar MTK             |       |
| 880 yard gyorsúszás szeptember 19., Millenáris | Zachár Imre MAC     | 13:13,4 | Apor Loránd Ferencvárosi TC |       |                                |       |
| 200 yard mellúszás július 3., Millenáris       | Toldi Ödön MTK      | 2:52    | Demján Oszkár BTC           |       |                                |       |
| 150 yard hátúszás július 16., Millenáris       | Wendelin István BAK | 1:57,8  | Pois István MAC             | 2:06  | Selmeczi József Ausztria       |       |
| folyamuszás július 26., Nógrádverőce–Vác       | Zachár Imre MAC     | 1:22:00 | Halbarth Lajos MAC          |       | Vaszarics Tusi Ferencvárosi TC |       |